# Franzenau Ágoston
Franzenau Ágoston (Kolozsvár, 1856. szeptember 2. – Rákospalota, 1919. november 19.) paleontológus, mineralógus, muzeológus, a Magyar Nemzeti Múzeum igazgatója, a Magyar Tudományos Akadémia levelező tagja (1896).

## Élete
Franzenau József magyar királyi bányatanácsos és Zechentmayer Emilia fia. Elemi iskoláit Nagyszebenben és Bécsben, a gimnázium négy alsó osztályát a kegyesrendiek máramarosszigeti gimnáziumában végezte, utóbb a budapesti főreáliskola növendéke lett. Magasabb kiképeztetését a József-műegyetemen nyerte, majd 1877-ben ezen intézet ásvány-földtani tanszéke mellé tanársegédnek nevezték ki, mely helyen 1883-ig maradt, amikor a Magyar Nemzeti Múzeum ásvány-földtani osztályának segédőre lett. 1894-ben múzeumi őr, 1902-ben az ásvány- és őslénytani osztály igazgató őre lett, végül igazgatónak nevezték ki, de betegsége miatt nem tudta elfoglalni ezt az állást. Vizsgálta a fosszilis likacsosházúakat, emellett kristálytani kutatásokat is végzett.

## Emlékezete
Sírja a rákospalotai temetőben található, melyet a Nemzeti Emlékhely és Kegyeleti Bizottság 2005-ben védetté nyilvánított.

## Munkái
- Adatok a rákosi (Budapest) felső mediterrán emelet foraminifera faunájához. Bpest, 1881. (Különnyomat a Földtani Közlönyből. Ugyanez németűl is Földtani Közlönyben.)
- Kristálytani és optikai vizsgálatok az aranyi hegyi amphibolon. Bpest, 1882. (Értekezések a term. tud. köréből XV. 5. sz.; németül a lipcsei Zeitschrift für Krystallographie VIII. 1884.)
- A felső vissói Anglesit. Bpest, 1884. (Különny. a Természetrajzi Füzetekből; németül is a Természetrajzi Füzetekben).
- Heterolepa, egy uj genus a foraminiferák rendjében. Bpest, 1884. (K. ny. a Term. Füzetekből; németül is a Term. Füzetekben.)
- Adalék nehány foraminifera héjszerkezetének ismeretéhez. Bpest, 1885. (K. ny. a Term. Füzetekből; németül is a Term. Füzetekben.)
- Letkés felsőmediterran faunájáról. Bpest, 1885. (K. ny. a Term. Füz.; németül is a Term. Füzetekben.)
- Pleiona n. gen. a foraminiferák rendjében és a Chilostomella eximia n. sp.-ről. Bpest, 1887-88. (K. ny. a Term. Füz., németűl is a Term. Füz.)
- Adalékok a borsodmegyei Apátfalva környékének geologiájához. Bpest, 1887-88. (K. ny. a T. Füz., németül is a T. Füz.)
- Vizsgálatok a Seissi havas Datolith szögértékeinek állandóságáról. Bpest, 1887. (K. ny. a Mathem. és term. Értesítőből; németül is a Mathem. és term. Értesítőben.)
- Adat Budapest altalajának ismeretéhez. Bpest, 1888. (K. ny. a Földtani Közlönyből; németül is a Földtani Közlönyben.)
- A budaőrsi út mellett feltárt márga foraminifera faunájáról. Bpest, 1888. (K. ny. a Mathem. és term. Értesítőből; németül is a Mathem. és term. Értesítőben.)
- Bujtur fossil foraminiferái. Bpest, 1890. (K. ny. a Term. Füzetekből; németül is Uo.)
- A Brád környéki nagy termésarany leletről. Bpest, 1891. (K. ny. a Földtani Közlönyből, németül is Uo.)
- A romhányi tályag. Bpest, 1892. (K. ny. a Term. Füzetekből; németül is Uo.)
- Adatok Letkés faunájához (Mathematikai és Természettudományi Közlemények, 1894)
- A hunyadmegyei Kis-Almás néhány ásványa kristálytani tekintetben (Bp., 1894)
- Semseya. Új nem a foraminiferák rendjében. (Mathematikai és Természettudományi Értesítő, 1894)
- A zsupaneki felső-mediterránkorú tályag foraminiferái. (Természetrajzi füzetek. Bp., 1894)
- A baranyamegyei Hidas pontusi faunájáról (Természettudományi Közlöny, 1894)
- Nummulitek. Szent László dénárjai. (Természettudományi Közlöny, 1895)
- Kristálytani vizsgálatok a bélabányai pyritről. Akadémiai székfoglaló is. (Elhangzott: 1898. ápr. 18.; megjelent: Mathematikai és Természettudományi Értesítő, 1898)
- A békés-gyulai artézi kút geológiai szelvénye. (Annales Historico-Naturales Musei Nationalis Hungarici, 1906)
- Kristálytani vizsgálatok az esztergomi Kis-Strázsahegy kalcitjáról (Bp., 1907)
- Magyarországi kalcitokról. (Mathematikai és Természettudományi Értesítő, 1909)
- A diósgyőri kalcitról. (Mathematikai és Természettudományi Értesítő, 1914)
- A Szeben megyei Rekitánál előforduló mediterránkorú foraminiferák. (Földtani Közlöny, 1920; németül is).

Ezeken kívül írt a Magyar Salonba (VIII. 1887-88. Az őslénytani osztály és anyagának szerzéséről) és közölt a Természettudományi Közlönyben és a Földtani Közlönyben számos a hazai palaentológiát és geológiát illető cikket. A Földtani Közlöny 1882. évfolyamának szerkesztésébe, mint a földtani társulat egyik titkára befolyt.